# 三輪根麻呂
三輪 根麻呂（みわ の ねまろ）は、飛鳥時代の豪族。姓は君で根麿とも表記される。

## 出自
「三輪君氏」は大和盆地東南部を根拠地にした氏族で、『古事記』の崇神天皇の条に三輪山の伝説が掲載されており、同様の記述は『日本書紀』巻第五の崇神天皇7年2月15日条と8年12月20日条にも見られる。『書紀』巻第一の神代上第8段には大己貴神と大三輪の神との対話がのせられており、賀茂君と共に大三輪の神の子孫だとしている。『新撰姓氏録』「大和国神別」には、「素佐能雄命六世孫大国主之後也」とある。
『書紀』巻第十四には、御馬皇子が三輪君身狭の許に身を寄せようとしたとあり、根麻呂の近親一族としては、巻第二十、第二十一に、敏達天皇の側近であった三輪逆のことが述べられている。そのほか、巻第二十三の舒明天皇8年（636年）3月条に小鷦鷯君、巻第二十四に山背大兄王の文屋君、巻第二十五の孝徳天皇の大化元年（645年）7月10日条に三輪栗隈君東人、大化元年8月条・5年5月条に色夫君などの名があげられている。

## 経歴
『書紀』巻第二十七によると、天智天皇2年（663年）3月新羅討伐の部隊として半島にわたり、 上毛野君稚子（かみつけの の きみ わかこ）、巨勢神前臣訳語（こせのかんさき の おみ おさ）・阿倍引田臣比羅夫（あべのひけた の おみ ひらふ）と共に、2万7千人の軍団を率いて、新羅を討ったとある。
同年8月27日・28日に行われた白村江の戦いは、唐・新羅連合軍の圧勝で、日本・百済連合軍の完敗であった。ヤマト王権が擁立した百済王、余豊璋は高句麗へ逃亡し、百済復興計画は失敗に終わった。百済の遺民たちは、日本軍の拠点である弖礼城（てれさし）へ家族ともども逃げ延び、合流した日本軍や百済の将軍らと共に日本へと落ち延びていった。
この戦いで、根麻呂がどのような働きをしたのかは分かってはいない。また、無事に日本へ帰り着いたか否かについても不明である。ただ、
とあるので、巨勢神前訳語・三輪根麻呂の率いていた中軍は隊列の立て直しに手間取り、かなりの激戦を強いられたことが分かる。
のちに三輪氏は大三輪氏（大神氏）と改氏し、『書紀』巻第二十九によると、八色の姓制定により、天武天皇13年（684年）11月に朝臣に改姓している。

## 神部直根マロについて
和銅元年（708年）に編纂されたと伝わる『粟鹿大明神元記』は、粟鹿神社祭主・神部直根マロ（みわべのあたいねまろ、マロの字は門がまえに牛）であるが、根マロは新羅将軍・正六位上とされており、是澤恭三や田中卓は、神部直根マロと三輪君根麻呂は同一人物であると主張した。ただし、溝口睦子や鈴木正信はこの説を否定している。
『粟鹿大明神元記』によれば、神部直根マロは、朝来郡国造・大九位の神部直万侶と神部直某の娘・秦女の間に生まれ、30歳の時に但馬国の人々を率いて新羅を攻め、斉明天皇によって朝来郡の大領に任じられたという。また、天智天皇の時、庚午年籍作成のための調査を命じられ、それに従ったという。